# Хидроелектрана
Хидроелектрана или хидроцентрала је електрично постројење за производњу електричне енергије са погоном на воду. Текућа вода обрће својом кинетичком енергијом хидрауличну турбину, која је повезана са електричном машином - генератором електричне енергије.
Овај вид електрана се гради на местима где постоји довољно текуће воде у смислу количине и висинске разлике. Снага хидроелектране је сразмерна количини воде и висинској разлици. Зато се бирају водотокови са великим протоком воде (равничарске реке са малим висинским разликама нису повољне) или планинске реке са мањим током, али великим падовима.
Један kWh енергије произведен у хидроелектрани је значајно јефтинији од оног у термоелектрани и има мањи негативни утицај на животну околину. Из овог разлога су хидроелектране популарније и пожељније као извор енергије за једну државу. Међутим количина произведене енергије зависи од количине дотока воде и варира током године. Ово се сматра највећим недостатком ових електрана уз чињеницу да акумулациона језера заузимају огромна пространства највероватније плодног земљишта.

## Врсте
По количини воде и начину конструкције се разликују следеће врсте:
- Акумулациона хидроелектрана, која се прави преграђивањем реке и заустављањем тока (брана), што води стварању великог акумулационог језера узводно од бране које садржи велике количине воде што представља резервоар енергије, али се може користити и у друге сврхе (наводњавање, риболов итд). Код овакве врсте електране обично постоје велике годишње варијације у количини дотока воде. Акумулационо језеро поседује потенцијалну енергију која је резултат висинске разлике горње коте језера и тачке монтаже генератора, а која се претвара у кинетичку енергију воде која покреће лопатице турбине. Вода се од бране води тунелима који могу бити километрима дуги до места где су саграђено постројење електране са турбинама и генераторима. За електране на рекама са великим падовима и малим протоком користе се Пелтонове турбине, а у случајевима када је количина воде довољна користе се Францисове турбине.
- Реверзибилна хидроелектрана је слична по конструкцији акумулационој хидроелектрани, али има велике пумпе које у време мање потрошње струје враћају воду у акумулационо језеро, док у време несташице енергије пуштају воду из акумулације и производе струју у ситуацији када је потребнија и скупља. Овакве електране служе уравнотежењу производње и потрошње у електричној мрежи.
- Проточна хидроелектрана има малу висинску разлику испред и иза места захватања воде тако да не користи потенцијалну енергију разлике нивоа већ само кинетичку енергију коју поседује водени ток. Стога је снага овакве електране зависна од тренутне количине протока воде. Код ових електрана се за покретање генератора користе Капланове турбине које су погодне за велике протоке воде и мале падове.

Турбине не користе кинетичку енергију (то зависи од типа турбине), чак је то најређи случај (Пелтон турбина). Капланова и Франисова турбина управо користе притисну енергију као примарну, а кинетичку као секундарну.

## Утицај на животну средину
С обзиром на то да не користи гориво, поготово не фосилно, хидроелектране имају позитиван утицај на природу. Следеће што је битно да не постоји зависност цене произведене енергије од скокова цена нафте, гаса или другог горива. Хидроелектране се праве за дуже време оперативног животног века од термоелектрана, на пример. Постоје електране које су у функцији и више од 50 година. Највише утицаја остварују акумулациона језера која настају узводно од бране. Сматра се да она позитивно утичу на могућност контрола поплавних таласа, иригацију, водоснабдевање, рибарство, развој туризма и водених спортова.
Поред ових, постоје и негативни утицаји на животну средину. У ситуацији када је акумулационо језеро на равничарској реци, тада долази до успора тока узводно и подизања нивоа подземних вода (случај са хидроелектраном Ђердап). Велико језеро чини промену микроклиме на једном мањем подручју повећањем влаге, па се дешава да поборници заштите културних вредности не дозвољавају прављење акумулација у близини објеката са осетљивим фреско сликарством. Такође, бране прекидају миграционе путеве рибљих врста које се мресте узводно, уколико на брани нема специјално предвиђених пролаза за рибе. Пример за ово је јесетра у Дунаву која се не појављује откако је направљена Ђердапска брана. Планинске реке које праве кањоне и клисуре су погодне за прављење акумулација са великим падом и потенцијалом хидроенергије, али уз цену потпуног потапања и измене екосистема. Поред овога, у акумулацијама се накупља пуно речног наноса у коме има органског материјала који временом почиње да се распада што доводи до појаве метана, гаса који је много опаснији од угљендиоксида у смислу ефекта стаклене баште.